# Adair Crawford

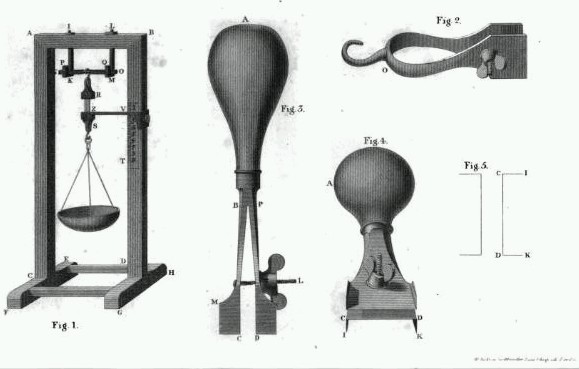
Sprzęt laboratoryjny Crawforda

Adair Crawford (ur. 1748, zm. lipiec 1795) – chemik, pochodzenia szkocko-irlandzkiego. Niezależnie od Williama Cruickshanka w 1790 odkrył stront. Czysty metaliczny stront uzyskał później Humphry Davy. Adair Crawford był pionierem kalorymetrii, zainspirował późniejsze prace Alessandro Volty.